# Ильмаринен

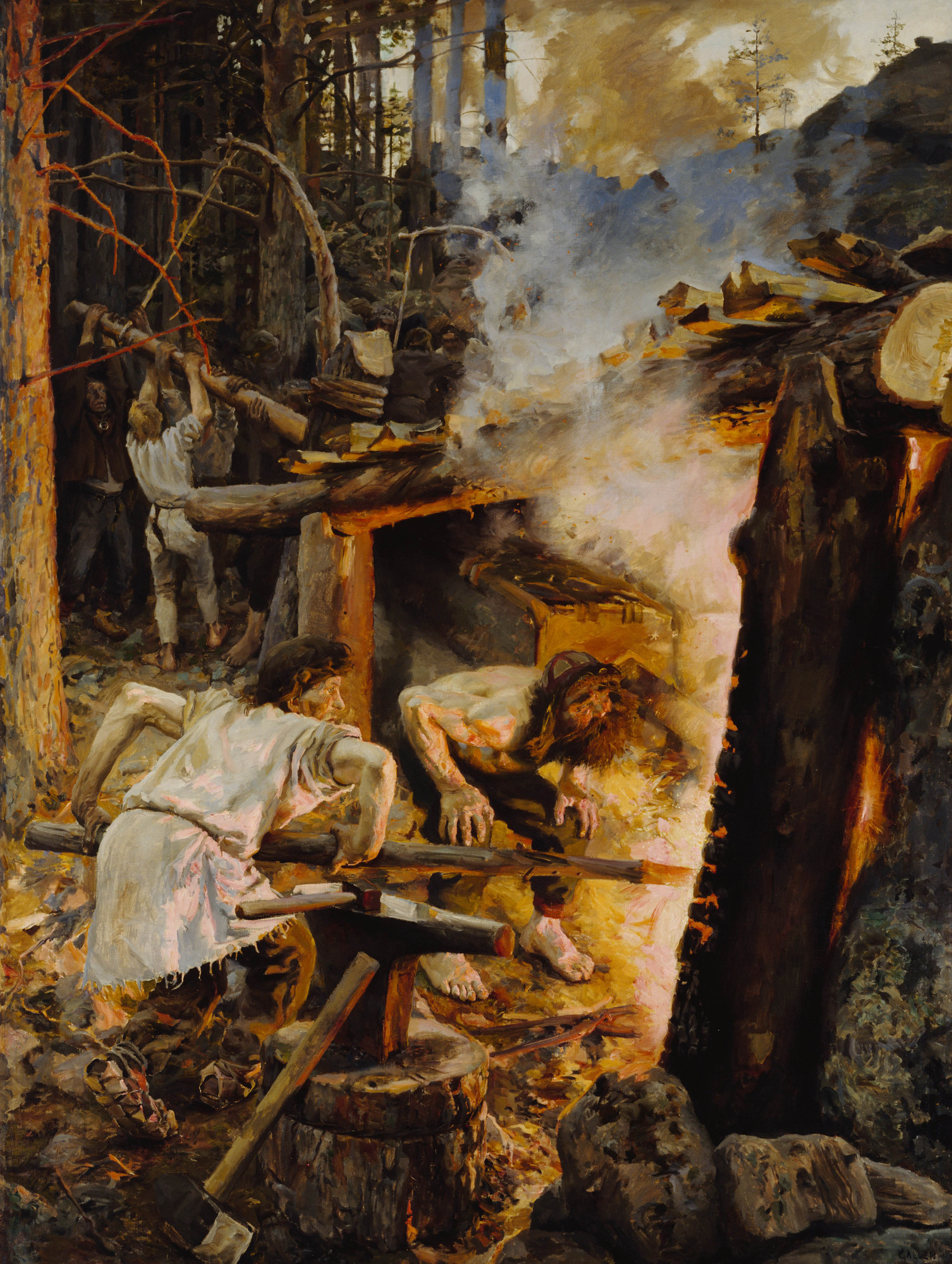
А. Галлен-Каллела «Создание Сампо»

Се́ппо Ильмари́нен (фин. Seppo Ilmarinen, Ilmerainen, у карел — Илмайли́не, Ильмойлли́не, у эстонцев — И́льмарине) — одно из трёх высших божеств карело-финской мифологии; бог воздуха и погоды, а также герой карело-финского эпоса «Калевала». Культурный герой и демиург.  
Образ Ильмаринена восходит, вероятно, к финно-угорскому божеству ветра и воздуха (фин. ilma — «воздух, небо, погода»). Народные песни, посвящённые его подвигам, — «Tulen Synty» («рождение огня»), «Raudan Synty» («появление железа»). 

## В эпосе «Калевала»
В 31 руне «Калевалы» он описывается как житель Карелии.
Вместе со своим братом Вяйнемёйненом он создал огонь на небе, при этом искра упала на землю и послужила на пользу людям. В преданиях он называется кузнецом и воспевается как первый, кто выковал из железа орудия. В некоторых рунах мир создаёт первочеловек Вяйнямёйнен, а небосвод куёт кузнец Ильмаринен. Кроме того, Ильмаринен первым начинает делать из железа сталь. Для изготовления орудий он использует кузнечный горн, молот и наковальню. Ильмаринен, по просьбе своего брата Вяйнямейнена, выковал для старухи Лоухи, хозяйки Похъёлы, мельницу Сампо, являвшуюся источником счастья и благополучия. Повторно Ильмаринен оказывается в Похьёле, чтобы взять в жены дочь старухи Лоухи. Для того чтобы пройти свадебные испытания, он изготавливает орла, на спине которого он ловит щуку в мире Маналы.
После того, как купленный раб Куллерво убивает его жену, Ильмаринен в печали выковывает себе золотую деву, однако она остаётся бездушной. Даже Вяйнямёйнен отказывается от такого дара. Ильмаринен снова отправляется в Похьёлу искать новую жену, однако там ему уже не рады. Он силой похищает новую невесту, но, рассорившись на обратном пути, превращает её в чайку. Вяйнямёйнен снова просит Ильмаринена отправиться в Похьёлу, но теперь уже за Сампо. Похищение и утрата Сампо вызывает гнев Лоухи, которая похищает солнце. Бог Укко творит новое солнце, которое падает в озеро Алуэ. Пытаясь достать новое солнце, Ильмаринен получает ожоги.

## В эпосе «Калевипоэг»
Ильмаринен (эст. Ilmarine) упоминается также в эстонском эпосе «Калевипоэг», согласно которому он вместе с сыновьями выковал меч для главного героя:
Финский старец именитый,
Опалённый дымом горна,
Ладно он с тремя сынами
Правил тайное искусство
Ремесло заветной ковки.
...Над мечом семь лет трудился,
Гнул, отковывал, чеканил,
То выравнивал поглаже,
То оттачивал потоньше,
То оттягивал покруче.